# Mempo Giardinelli
Oscar Alfredo Ramón Giardinelli, (Resistencia, Chaco, Argentina, 2 de agosto de 1947) es  un escritor y periodista argentino. Traducido a 26 idiomas, fue galardonado con el Premio Rómulo Gallegos en 1993 en Venezuela y recibió también diversos premios en México, España, Italia y Chile. Preside una fundación dedicada al fomento de la lectura. Enseñó en la Universidad Iberoamericana (México), la Universidad Nacional de La Plata (Argentina) y la Universidad de Virginia (Estados Unidos). Es doctor honoris causa por la Universidad de Poitiers, Francia, por la Universidad del Norte (Asunción, Paraguay) y por las Universidades Nacionales de Formosa, de Misiones y del Nordeste, en Argentina.

## Biografía
Nació en Resistencia, Provincia del Chaco, el 2 de agosto de 1947. Cursó sus estudios primarios y secundarios en esa ciudad, y entre 1964 y 1969 cursó la carrera de Abogacía en la Universidad Nacional del Nordeste, en la Ciudad de Corrientes, pero decidió no graduarse para dedicarse de lleno a la literatura y el periodismo.
Después de trabajar en varios diarios y revistas de Buenos Aires, en 1973 presentó su primera novela, ¿Por qué prohibieron el circo?, en un concurso literario organizado por el diario La Opinión, con un jurado integrado por Rodolfo Walsh, Juan Carlos Onetti, Augusto Roa Bastos y Julio Cortázar. La novela recibió una mención que motivó a Giardinelli a su publicación, que fue aceptada por Jorge Lafforgue en la Editorial Losada pero la obra recién apareció en 1976, después de producido el golpe militar del 24 de marzo y su edición completa fue secuestrada y posteriormente quemada por el gobierno, junto con otras obras consideradas "subversivas".
Giardinelli se exilió en México, donde permaneció entre 1976 y 1984, desempeñándose como docente en la Universidad Iberoamericana de México entre 1978 y 1984 y en esa etapa publicó sus primeros libros; en España apareció La revolución en bicicleta en 1980, en Estados Unidos El cielo con las manos en 1981 y Vidas ejemplares en 1982, y en México Luna caliente en 1983, con la que había obtenido el Premio Nacional de Novela. Ese mismo año se publicó finalmente ¿Por qué prohibieron el circo?, novela que no fue reeditada en Argentina hasta 2014. Durante su exilio también publicó El género negro, ensayos en los que analiza dicha variante del género policial que surgiera en Estados Unidos, con Dashiell Hammett y Raymond Chandler como principales exponentes. 
De regreso en su país, ya recuperada la democracia, fundó en 1986 la revista literaria Puro Cuento, que dirigió hasta 1992. Se desempeñó entre 1989 y 1994 como profesor titular en la Facultad de Periodismo y Comunicación Social de la Universidad Nacional de La Plata. Desde 1993 residió en forma alternada en Buenos Aires, Paso de la Patria (Corrientes) y Resistencia, hasta que en 2002 volvió definitivamente a esta última ciudad. 
En 1996 donó su biblioteca personal de diez mil volúmenes para la creación de la Fundación que lleva su nombre en su ciudad natal, dedicada al fomento del libro y la lectura y a la docencia e investigación en Pedagogía de la lectura. Esa institución ha creado y sostiene diversos programas culturales, educativos y solidarios, entre ellos el de Abuelas Cuentacuentos y el de Asistencia a Escuelas y Comedores Infantiles carenciados del interior del Chaco. Y desde 2016 inició actividades académicas desde el Instituto de Estudios Superiores UEGP N.º 207 de esa Provincia.
Además de ser autor de novelas, cuentos y ensayos, desde 1987 escribe regularmente en el diario Página/12 y también colaboró en los diarios La Nación y The Buenos Aires Herald; y artículos, ensayos y cuentos de su autoría han sido publicados en medios de comunicación de diversos países. 
Su obra ha sido traducida a 26 idiomas y entre los galardones literarios recibidos se encuentran el Premio Rómulo Gallegos en 1993 por su novela Santo Oficio de la Memoria, el Premio Grandes Viajeros (España, 2000), el Grinzane Montagna (Italia, 2007), el Giusseppe Acerbi (2009) y el Premio Andrés Sabella (Chile, 2013) y, en Argentina, el Premio Pregonero de Honor (Alija, 2006) y el Premio Democracia, en el Senado de la Nación, en 2010. 
Ha dado conferencias y dictado cursos, seminarios y talleres en más de un centenar de universidades y academias de América y Europa; también integró jurados de premios literarios internacionales y ha participado como invitado especial en las Ferias Internacionales del Libro de Buenos Aires, Fráncfort, Guadalajara, Bogotá, Caracas, La Habana, Madrid, Milán, Montevideo, París, Porto Alegre, Quito, Lima, Miami y Santiago. Entre 2006 y 2013 fue miembro del Consejo Asesor de la Comisión Provincial de la Memoria, de la Provincia de Buenos Aires, y entre 2005 y 2007 fue miembro del Consejo de Administración de la Fundación Poder Ciudadano, capítulo argentino de Transparency International. Fundó e integra el colectivo de pensamiento político "El Manifiesto Argentino".
Opinando sobre el resultado de las elecciones del 25 de octubre de 2015, después de aclarar que adhirió "con lealtad y absoluto desinterés" al gobierno de Cristina Fernández de Kirchner, Mempo Giardinelli afirmó:

Todo demócrata y pacifista convencido hace un culto del respeto al voto mayoritario, y éste es el caso. Pero todo resultado electoral es opinable y entonces a uno puede parecerle lamentable que tanta ciudadanía haya decidido votar en favor de lo que muchos juzgamos un “cambiemos” miserablemente mentiroso, que está cantado que significará un enorme retroceso en términos políticos, económicos, sociales, culturales, educativos, morales, de derechos humanos y de derechos civiles. Uno puede pensar también que muchos compatriotas votaron una vez más a los verdugos, los explotadores, los corruptos y los que embrutecen y engañan con música y globitos. Y se podrá debatir por qué lo hicieron, pero el hecho es que lo hicieron y hay que respetarlo. Porque el voto es el voto y es de canallas y fascistas deslegitimar la voluntad ciudadana.

## Actividad política
Mempo Giardinelli militó de joven en la Unión Cívica Radical con el padrinazgo político del entonces senador Luis Agustín León. [cita requerida]Ya en la Universidad Nacional del Nordeste se incorporó a la Federación Universitaria Argentina hasta 1970 en el que se acercó al peronismo. Trabajando en Editorial Abril fue varios años delegado sindical militando en la agrupación Bloque Peronista de Prensa y como tal participó en 1973 de la fundación de la JTP (Juventud Trabajadora Peronista), que constituyó el frente de masas sindical de la organización Montoneros. Se afilió al Partido Justicialista en 1973 y renunció en 1985. A comienzos de 2002 se integró a la agrupación llamada El Manifiesto Argentino, que llegó a presidir no lo hacía como miembro orgánico sino como intelectual, al igual que José "Pepe" Num. 
En 2002 opinó en su obra "Diatriba por la Patria" que se debía declarar en comisión a todos los jueces nacionales para “salvar a la República ante (el) intento de disolución nacional, que es lo que se encubre tras la reiterada e intolerable maniobra judicial-mediática". Al comenzar la campaña previa a las elecciones presidenciales de 2019 respaldó la idea de crear una Conadep del periodismo en caso de triunfo de la fórmula peronista. Durante esa misma campaña aseguró que en el gobierno de Cambiemos estaban las mismas personas, con la misma ideología, que las que estuvieron detrás de los golpes militares y aseguró que había que estar alerta porque son psicópatas que "Mataron, secuestraron, torturaron…¿Qué reparos pueden tener ahora que además están cebados, henchidos de odio y racismo, y hasta orgullosos de haber abusado de la pobre inocencia de un tercio de la población para que hoy sean pobres de derecha?".
En 2020 afirmó que el exvicepresidente de la Nación Amado Boudou, condenado por corrupción, en caso de cancelarse su prisión domiciliaria y ser retornado a la cárcel se convertiría en un "símbolo para la resistencia nacional y popular" y que era inadmisible que después de un año de gobierno peronista hubiera presos políticos y propuso una reforma constitucional que estableciera la elección mediante voto popular de los jueces, incluidos los de la Corte Suprema, fiscales, incluido el procurador general y el Consejo de la Magistratura.
En materia de política exterior Mempo Giardinelli consideró que había sido un error la decisión del presidente Alberto Fernández  de votar a favor de una resolución de las Naciones Unidas que condena la situación de los derechos humanos en Venezuela a la que consideró “un invento norteamericano para poner un pie sobre América Latina”. Agregó que, a contrario de Chile, Bolivia y Colombia, en Venezuela no tienen matanzas.
En 2023 se presentó como precandidato a presidente en las elecciones presidenciales de Argentina de 2023 por la lista "Coalición Paz, Democracia y Soberanía".

## Galardones
- 1983 - Premio Nacional de Novela José Rubén Romero, por la novela Luna caliente. Otorgado por el Instituto Nacional de Bellas Artes, de México, fue la primera vez que se concedió este premio a un extranjero. En la ciudad de Querétaro, 5 de agosto de 1983.
- 1993 - Premio Rómulo Gallegos, por la novela Santo Oficio de la Memoria. Octava edición de este Premio, considerado el más importante galardón literario de América Latina. Otorgado por el Centro de Estudios Latinoamericanos Rómulo Gallegos y el Gobierno de Venezuela. Fue la primera vez que este premio se concedió por unanimidad. Distinción recibida de manos del Presidente de la República, Don Ramón J. Velázquez. En la ciudad de Caracas, Venezuela, 2 de agosto de 1993.
- 1994 - Premio Puente General Belgrano. Reconocimiento anual a la trayectoria y la obra de chaqueños y correntinos distinguidos, que hacen los Rotary Club de Resistencia y de Corrientes.
- 1998 - Premio Mujer Honoraria. Reconocimiento del 2º Congreso Internacional de Escritoras, celebrado en Rosario, Santa Fe. 11 de agosto de 1998.
- 1998 - Premio al Libro del Año de la Editorial Planeta, en el género Ensayo, por El País de las Maravillas. 3 de diciembre de 1998.
- 2000 - Premio Grandes Viajeros 2000, por el libro Final de novela en Patagonia. Otorgado por Ediciones B, de Barcelona, e Iberia Líneas Aéreas. Otorgado por unanimidad entre 295 obras. El 25 de septiembre de 2000.
- 2004 - Premio Konex - Diploma al Mérito en la disciplina Cuento Quinquenio 1994 - 1998, como uno de los 5 mejores cuentistas de ese período en Argentina.
- 2005 - Premio Orden del Quebracho. Reconocimiento al mérito ciudadano, del Rotary Club de la Ciudad de Resistencia. 5 de enero de 2005.
- 2006 - Doctorado honoris causa. Por la Universidad de Poitiers (Francia), en reconocimiento por su labor literaria y la colaboración de años con el Centro de Investigaciones Latino-americanas de esa universidad. Poitiers, Francia, el 22 de septiembre de 2006.
- 2007 - Premio Pregonero de Honor. De la Fundación El Libro, por su labor en favor de la Literatura Infantil y Juvenil nacional. En la 18.ª Feria del Libro Infantil y Juvenil. Buenos Aires, 2 de agosto de 2007.
- 2007 - Premio Grinzane-Montagna. De la Fundación Grinzane-Cavour, de Torino, Italia, por la versión italiana de Final de novela en Patagonia, septiembre de 2007.
- 2008 - Premio de Honor a la Trayectoria Literaria en las Letras Hispanoamericanas. En el XXX Simposio Internacional de Literatura Porto Alegre, Brasil, por el Instituto Literario y Cultural Hispánico de Westminster, California, USA.; la Secretaría Municipal de Cultura de Porto Alegre y el Departamento de Lenguas Extranjeras de California State University. En Porto Alegre, Brasil, 5 de agosto de 2008.
- 2009 - Premio Giuseppe Acerbi. En mérito a la mejor literatura de viajes traducida en Italia. En Castelgoffredo, Mantua, Italia; noviembre de 2009.
- 2010 - Premio Democracia, en Literatura. Otorgado por la Fundación Caras y Caretas. Senado de la Nación, Buenos Aires, noviembre de 2010.
- 2013 - Premio al Mérito Literario Internacional Andrés Sabella 2013, otorgado por la organización de la Feria Internacional del Libro Zicosur Antofagasta - Chile, FILZIC 2013
- 2014 - Doctorado honoris causa por la Universidad del Norte, de Asunción, Paraguay, en reconocimiento a su labor literaria latinoamericana.
- 2016 - Doctorado honoris causa por la Universidad Nacional de Formosa, Argentina, en mérito a su trayectoria literaria.
- 2017 - Doctorado honoris causa por la Universidad Nacional de Misiones, Argentina, en mérito a su trayectoria literaria.
- 2021 - Doctorado honoris causa por la Universidad Nacional del Nordeste, Argentina, en mérito a su trayectoria literaria.
- 2021 - Premio Iberoamericano de Narrativa Manuel Rojas[13]

## Obra
Novela
- La revolución en bicicleta (1980)
- El cielo con las manos (1981)
- Luna caliente (1983)[14]
- ¿Por qué prohibieron el circo? (1983)
- Qué solos se quedan los muertos (1985)
- Santo oficio de la memoria (1991)
- Imposible equilibrio (1995)
- El décimo infierno (1999)
- Final de novela en Patagonia (2001)
- Cuestiones interiores (2003)
- Visitas después de hora (2004)
- ¿Por qué prohibieron el circo? (revisada, 2014)
- La última felicidad de Bruno Fólner (2015)
- Los perros no tienen la culpa (2017)
- Esto nunca existió (2022)

Cuentos
- Vidas ejemplares (1982)
- La entrevista y otros cuentos (1986)
- Antología Personal (1987)
- Carlitos Dancing Bar (1992)
- El castigo de Dios (1993)
- Puro erotismo (1999)
- Cuentos completos (1999)
- Textos violentos (2001)
- Gente rara (2005)
- Estación Coghlan y otros cuentos (2005)
- La noche del tren (2006)
- Luminoso amarillo y otros cuentos (2007)
- Soñario (2008)
- 9 Historias de amor (2009)
- Chaco For Ever (2016)

Cuentos infantiles y juveniles
- Luli la viajera (1988)
- Luli, una gatita de ciudad (2000)
- Cuentos con mi papá (2004)
- Celeste y la dinosauria en el jardín (2007)
- El Cheruvichá (2008)
- Celeste y el girasol (2009)
- Valeria y el misterio de la poesía (2010)
- Valeria y el pobre miedo (2011)
- Celeste y el lapacho que no florecía (2012)
- La endiablada (2016)
- El Perro Fernando (2017)
- El oso marrón (2017)
- Tito nunca más (2017)
- Celeste y el pitogüé (2018)

Antologías
- La otra realidad (1994)
- Mujeres y escritura (1989)
- La venus de papel (1994)
- Padre río (1997)
- Pertenencia (2001)

Poesía
- Invasión (1973)
- Concierto de poesía a dos voces (2004, con Fernando Operé)
- Tanta noche (2017)

Ensayo
- El género negro (ensayo sobre novela policial) (1984). Reedición corregida en 2013 con el subtítulo Orígenes y evolución de la literatura policial y su influencia en Latinoamérica.
- Así se escribe un cuento (Ensayos y entrevistas) (1992). Reedición corregida en 2012 con el subtítulo Historia, preceptiva y las ideas de 20 grandes cuentistas.
- El país de las maravillas. Los argentinos en el Fin del Milenio (1998)
- Diatriba por la Patria. Apuntes sobre la disolución de la Argentina (2002)
- México: el exilio que hemos vivido. Memoria del exilio argentino en México durante la dictadura 1976-1983 (2003) (En colaboración con Jorge Luis Bernetti)
- El país y sus intelectuales. Historia de un desencuentro (2004)
- Los argentinos y sus intelectuales (2004)
- Volver a leer. Propuestas para ser una nación de lectores (2007)
- Cartas a Cristina. Apuntes sobre la Argentina que viene (2011)
- El Manifiesto Argentino. Historia de un desafío colectivo (2015)

## Filmografía
- Luna caliente, Argentina, 1985, dirigida por Roberto Denis
- Luna caliente, Brasil, 1985, teleserie dirigida por Jorge Furtado
- Luna caliente, España, 2010, dirigida por Vicente Aranda
- El décimo infierno, Argentina 2011, dirigida por Mempo Giardinelli y Juan Pablo Méndez
- Don Juan. Vida y memoria de Juan Filloy, Argentina 2020, documental dirigido por Mempo Giardinelli[15]